# Rutland Weekend Television
Il Rutland Weekend Television (RWT) era una serie televisiva della BBC2, ideata da Eric Idle e con le musiche di Neil Innes. Due stagioni, la prima di sei episodi più uno special di Natale e la seconda di sette, vennero trasmesse dal 1975 al 1976.
È stato il primo progetto televisivo di Idle dopo la fine del Monty Python's Flying Circus. Lo show fu il catalizzatore dei The Rutles. Il RWT era ambientato nella piccola contea del Rutland.
Il titolo della serie era la parodia del London Weekend Television.

## Un tipico episodio
L'episodio inizia con un presentatore, di solito con qualcosa di sbagliato o con qualcosa di straordinario. A volte l'annuncio poteva essere cantato, o eseguito da più di una persona. In un episodio gli annunci vennero eseguiti dai "The Brothers Ricochet" (scritto Ricochet, ma pronunciato "Rick-ot-chet") che iniziano come coppia, fino ad espandersi in un cast pieno.
Il ruolo del presentatore sarebbe quello di annunciare il "programma" (spesso erano degli sketch).

## Il cast
Eric Idle
Come star dello show, Idle comprendeva molti dei ruoli principali nella serie. È anche la prima persona ad apparire nello show, ed era anche l'intervistatore nel primo sketch, dove lui e Woolf parlavano in modo incomprensibile.
Neil Innes
Ex membro della Bonzo Dog Doo-Dah Band, per molto tempo cantautore e artista con i Monty Python, e più tardi membro dei Grimms, dei The World e dei The Rutles, Innes ha scritto ed eseguito la maggior parte delle canzoni dello show, spesso sotto le spoglie di un altro personaggio.
A parte gli elementi musicali, Innes è stato anche membro del cast, esibendosi in molti sketch.
David Battley
Battley, un regolare RWT, è ricordato per la sua performance storica come maestro di scuola nel film Willy Wonka e la fabbrica di cioccolato.
Nello show spesso interpretava l'uomo giusto, e secondo solo a Idle del numero dei suoi spettacoli in tutta la serie.
Henry Woolf
Woolf interpretava spesso come un co-cospiratore a Battley, apparendo al suo fianco in molti sketch, sebbene occasionalmente si lamenta di essere lanciato come "uno a breve", o come "l'unico ebreo". Nel quarto episodio della seconda serie lamenta amaramente che "Sono uno scrittore, ho avuto gli ascolti su!", queste affermazioni sono vere.
Gwen Taylor
Come personaggio principale femminile, Gwen sembrava apparire in un sacco di sketch, ma è ancora molto più visibilmente assente di Idle o Battley. Credibilmente, interpreta spesso ruoli femminili, invece dei più "decorativi" ruoli da altri contribuenti di sesso femminile.
Terrence Bayler
Apparendo nell'ultimo episodio della prima stagione in avanti, Bayler interpretò una gran parte dei personaggi, tra cui un presentatore timido e apparentemente smemorato e il Panzer Pink (un ufficiale delle SS vestito con una divisa rosa che saluta la telecamera con un saluto nazista effeminato).

## Guest stars

### Bunny May, Lyn Ashley, Carinthia West
Tre artisti che hanno avuto i ruoli più "presi", spesso interpretando attraenti, silenziosi personaggi, in netto contrasto con le prestazioni di Gwen Taylor.
Bunny May in realtà non era un'attrice, ma un attore che di tanto in tanto appariva travestito. Lyn Ashley era la moglie di Eric Idle all'epoca. Carinthia West era sempre a condizione che il glamour oltre le due serie.

### Fatso
Oltre a questo, la band Fatso appariva regolarmente, sia come gruppo che come individui. I membri erano:
- John Halsey
- Billy Bremner
- Brian Hodgons
- Roger Rettig

### George Harrison
Nel caratteristico special di Natale appare George Harrison come "il pirata Bob" e spesso interrompeva l'azione in tutto lo show, prima che gli venisse data la possibilità di cantare alla fine della puntata.

## Episodi
| Stagione         | Episodi | Prima TV originale | Prima TV Italia |
| ---------------- | ------- | ------------------ | --------------- |
| Prima stagione   | 7       | 1975               |                 |
| Seconda stagione | 7       | 1976               |                 |

## The Rutles
Questo show introdusse i The Rutles, una band fronteggiata da Innes che parodiava le canzoni dei Beatles. Questo show è stato seguito da un mockumentary sulla loro vita intitolato All You Need Is Cash.

## Influenze dai Python
A parte la prima apparizione dei Rutles, lo show presentava qualche brillante humour surreale nello stile simile ai Monty Python.

## Altri media

### Libri
The Rutland Dirty Weekend Book di Eric Idle, 1976.
Un denso libro illustrato sulla parodia della televisione, dei film e altri media degli anni settanta.

### DVD
Malgrado molte richieste, nessuno degli episodi fu pubblicato in DVD. Lo show aveva dei complicati diritti d'autore, appartenenti in principio da Eric Idle e dalla BBC, ma di questioni riguardanti le apparenze dell'ex Beatle George Harrison e le canzoni di Neil Innes.